# Manuel Astorga
Manuel Astorga (16 de março de 1943) é um ex-futebolista chileno. Ele competiu na Copa do Mundo FIFA de 1962, sediada no Chile.